# 2774 Tenojoki
2774 Tenojoki је астероид главног астероидног појаса са пречником од приближно 35,60 .
Афел астероида је на удаљености од 3,641 астрономских јединица (АЈ) од Сунца, а перихел на 2,722 АЈ.
Ексцентрицитет орбите износи 0,144, инклинација (нагиб) орбите у односу на раван еклиптике 8,538 степени, а орбитални период износи 2073,451 дана (5,676 година).
Апсолутна магнитуда астероида је 11,10 а геометријски албедо 0,050.
Астероид је откривен 3. октобра 1942. године.